# Lil Scrappy
Lil Scrappy, de son vrai nom Darryl Raynard Richardson II, né le 19 janvier 1984 à Atlanta en Géorgie, est un rappeur américain. Richardson est découvert par le rappeur et producteur Lil Jon dans un bar situé dans sa ville natale d'Atlanta. Avec ses collègues du groupe Trillville, Lil Scrappy est l'un des premiers artistes à signer au label BME Recordings dirigé par Lil Jon. Il se popularise et consolide sa réputation dans la scène hip-hop d'Atlanta et dans le Sud-Est des États-Unis grâce à la publication de mixtapes.

## Biographie

### Jeunesse et débuts (1984–2008)
Richardson est né le 19 janvier 1984 à Atlanta en Géorgie. Le rappeur, qui empruntera le surnom de Lil Scrappy, est repéré par le producteur Lil Jon et signé au label de ce dernier aux côtés du groupe Trillville. Il se forme une petite réputation dans le Sud-Est des États-Unis vers 2003 grâce à son single Head Bussa. Un an plus tard, Lil Scrappy et Trillville publient un split EP, ou album collaboratif, intitulé The King of Crunk and BME Recordings Present: Trillville le 3 février 2004, qui contient notamment le single No Problem, et qui atteint la 12e place du Billboard 200.
Le 6 décembre 2006, Lil Scrappy publie son premier album Bred 2 Die, Born 2 Live, aux labels Reprise Records et G-Unit South (désormais Cashville Records). L'album, produit par Lil Jon et 50 Cent contient des featurings de Yung Joc, Three 6 Mafia, Lil Jon, Young Buck, 50 Cent, Olivia et Young Dro. Il atteint la 24e place du Billboard 200. Le premier single, Money in the Bank, avec un featuring de Young Buck, se classe à la 28e place au Billboard Hot 100 et connaît le succès dans tous les États-Unis[réf. nécessaire]. Dans le deuxième single, Gangsta Gangsta, Scrappy partage l'affiche avec son mentor Lil Jon. Le troisième single, Oh Yeah (Work), comprend un featuring d'E-40 et de Sean P des YoungBloodZ. J-Bo, Lil Jon, et Too Short participent à la vidéo de l'album, diffusée le 25 janvier 2007 dans l'émission 106 and Park sur la chaîne américaine BET. À la fin de 2008, Lil Scrappy annonce un deuxième album au label G-Unit Records ou sous son ancien label BME Records. Le deuxième album de Lil Scrappy, Prince of the South, est publié le 13 mai 2008 chez Real Talk Entertainment,.

### Tha GruStle(depuis 2009)
Au début de 2009, Lil Scrappy annonce le titre de son troisième album, Tha Grustle, qui sera publié chez Def Jam, ainsi que sa signature au label DTP Records de Ludacris. Toujours en 2009, Lil Scrappy participe au film Just Another Day (2009) dans lequel il joue un personnage du nom de Jay. Le troisième album, et deuxième album indépendant, de Lil Scrappy, Prince of the South 2, est publié le 19 octobre 2010 au label Real Talk Entertainment. Le 8 septembre 2009, Lil Scrappy publie le premier single extrait de Prince of the South 2.
Le 2 novembre 2011, après l'annulation de son album Tha Grustle, Lil Scrappy prévoit de le publier au début de 2012. Lil Scrappy annonce aussi son départ de DTP et devenir membre de S-Line, une société dirigée par son manager Kevin Clark. G's Up/S-Line signe un accord de coentreprise avec Bonzi Records, un label dirigé par le producteur J. Wells et sera distribué par Fontana/Universal. Le premier single de l'album s'intitule Helicopter qui fait participer 2 Chainz et Twista. En 2013, il annonce la sortie d'un futur album intitulé Reparations

## Discographie

### Albums studio
- 2006 : Bred 2 Die Born 2 Live
- 2008 : Prince of the South
- 2010 : Prince of the South 2
- 2011 : Tha Gru$tle

### Albums collaboratifs
- 2004 : The King of Crunk and BME Recordings Present: Trillville and Lil Scrappy (avec Trillville)
- 2009 : Silence and Secrecy: Black Rag Gang (with G'$ Up Click)
- 2015 :  Merlo ' Sway (with Dj Smallz)